# Мияги (уезд)
Мияги (яп. 宮城郡 Мияги-гун) — уезд, расположенный на территории исторической провинции Муцу и сегодняшней префектуры Мияги, Япония. Название префектуры идёт от названия уезда.
По оценкам на 1 апреля 2017 года, население составляет 68 298 человек, площадь 111,64 км², плотность 612 чел./км².

## Посёлки и сёла
- Мацусима
- Рифу
- Ситигахама